# Concurso de las ciudades y aldeas floridas

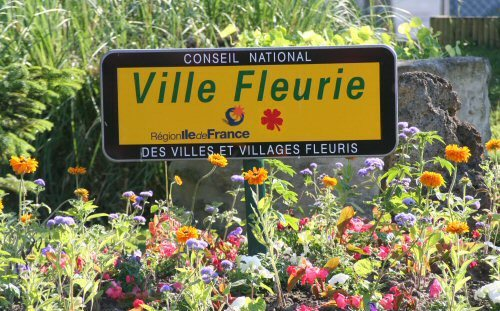
Placa colocada en una localidad galardonada en el Concurso de las ciudades y aldeas floridas.

El Concurso de las ciudades y aldeas floridas (en francés: Concours des villes et villages fleuris) es un concurso creado en 1959, organizado en Francia para promover el desarrollo de parques en las ciudades. Mientras que el concurso estuvo gestionado originalmente por los servicios del Estado, la coordinación nacional desde 1972 por el Comité Nacional para el Florecimiento de Francia (Comité national pour le fleurissement de la France), en 2001 cambió el nombre al de Consejo Nacional de Ciudades y Aldeas Floridas (Conseil National des Villes et Villages Fleuris). 
Es un concurso nacional y libre, que está abierto a todas las comunas (municipios) de Francia. Con una participación de 600 comunas el primer año, se pasan a 5300 participantes en 1972, más de 10000 en 1993 y 12.000 en 2005. En 2010, 3842 fueron etiquetados y tienen el derecho a paneles de «Ciudad o aldea florida» (Ville ou village fleuri), de los cuales 211 fueron otorgadas con 4 flores. El trofeo «Flor de Oro» (Fleur d'Or) ahora se puede dar a un pequeño número de municipios clasificados con 4 flores. 
Los galardones varían de 1 a 4 flores. Las placas de 1 a 3 flores son designadas por el comité regional y seleccionan las ciudades susceptibles de obtener un galardón superior; la cuarta  flor y el trofeo Flor de Oro son otorgados por el Consejo Nacional. 

## Criterios
Con el tiempo, los criterios han evolucionado y han empezado a tener en cuenta aspectos medioambientales (biodiversidad, prácticas agrícolas respetuosas con el medio ambiente…) y de sostenibilidad de la floración. El último reglamento incluye criterios explícitos al respecto y los candidatos pueden beneficiarse de posibles ecocertificaciones (por uso de maderas FSC, gestión ecológica de espacios verdes, utilización de productos biológicos y alternativos a los pesticidas, etc.). La certificación apoya así el retorno de especies más naturales y autóctonas en los parterres y espacios verdes, y la plantación de plantas perennes frente a las flores de temporada.
Los criterios generales tenidos en cuenta por el reglamento han cambiado en consecuencia:
- la motivación de la comuna para obtener el nivel de 1 a 4 flores;
- la iniciativa por promover la vegetación y la floración en el conjunto de la comuna;
- las acciones de la comuna para promover el turismo (valoración del nivel obtenido) y mejorar la animación de este enfoque entre toda la población;
- la presentación de las plantas y flores;
- los medios de gestión para mantener el patrimonio respetando la biodiversidad y los recursos naturales (agua);
- otras acciones para embellecer la comuna: mantenimiento de las calles y fachadas, adición de mobiliario urbano (bancos, etc.), pero también la limpieza general de los lugares;
- la armonía de las previsiones efectuadas para el paisajismo y su gestión sobre la comuna.

## Organización
La organización del concurso, dirigido por el Consejo Nacional de las ciudades y pueblos floridos que es una ley de asociación de 1901, está presidido por el Ministro de Turismo. 
Su consejo de administración está integrado por representantes de diferentes ministerios, autoridades regionales y locales, los sectores hortícolas y del paisaje, el turismo, y de los individuos calificados.
También se conceden varios premios especiales tales como: El premio del desarrollo del espacio rural comunitario, el premio de la diversidad vegetal, el premio del desarrollo del patrimonio,  el premio nacional del árbol, el premio de la participación de los ciudadanos en el jardín, el premio de la creación de huertos colectivos, el trofeo del Departamento florido, el concurso de las casas con flores, etc.

## Concurso europeo

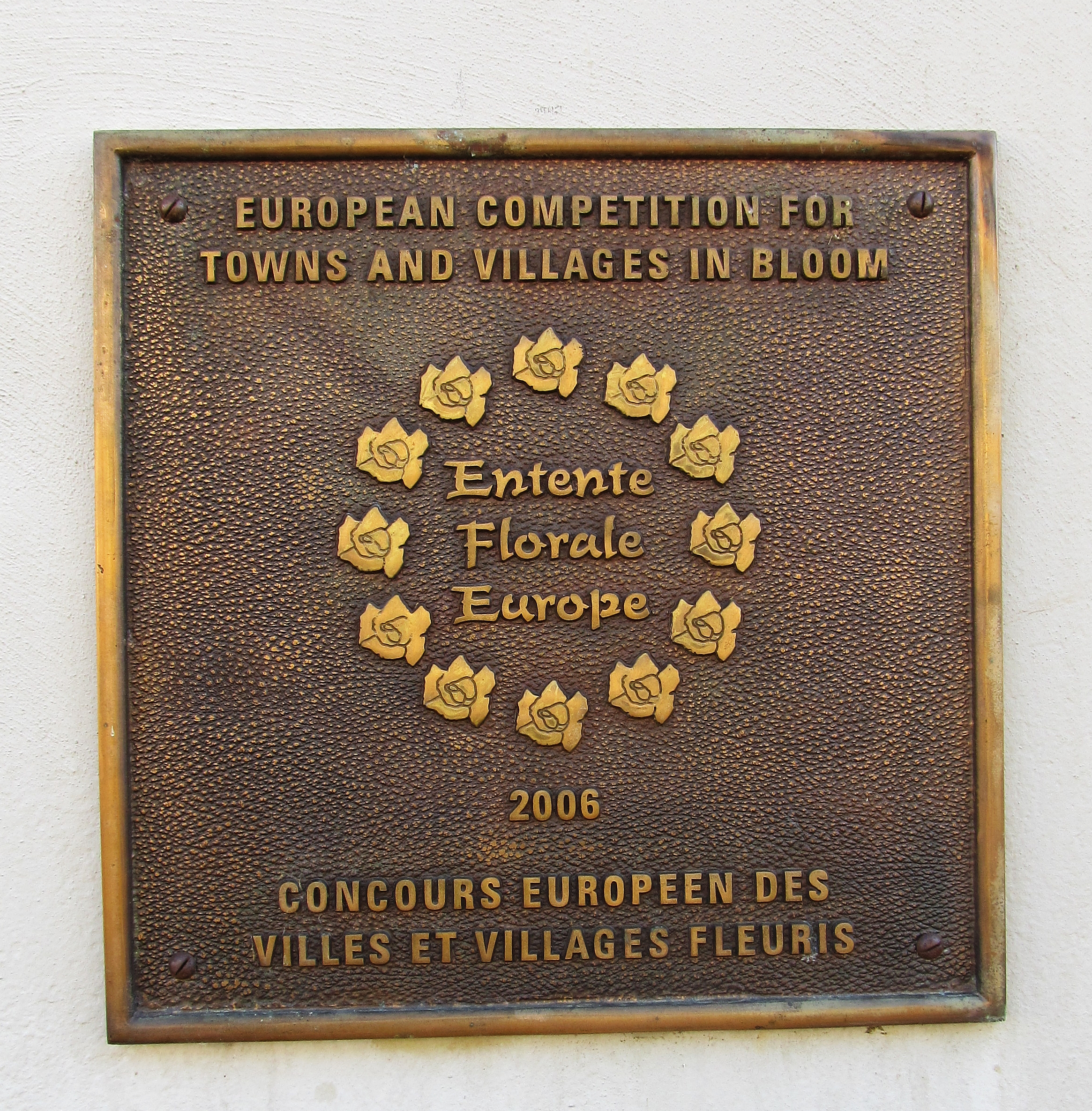
Placa conmemorativa de la victoria de Eguisheim en la edición de 2006.

También hay una competición europea, llamada Entente Florale, en la que están participando en la actualidad (2012) doce países: Alemania, Austria, Bélgica, Croacia, Francia, Hungría, Irlanda, Italia, Holanda, República Checa, Reino Unido y Eslovenia.
En esta competición europea, cerca de la pequeña ciudad de Felsberg (Saar) en la frontera franco-alemana, en el municipio de Überherrn fue la primera ciudad alemana receptora de panel « ville fleurie » en 2004.
En la competición europea de 2004, Francia ganó dos medallas de oro para el Cahors (Lot) en la categoría de ciudades y Cayriech (Tarn-et-Garonne) en la categoría en aldeas.
En 2003, Francia ganó dos medallas de oro para Hyères (Var) en la categoría Ciudades y Bormes-les-Mimosas (Var) en la categoría aldeas.
También hay una competición de la misma clase en Suiza.